# Слобода, Владимир Константинович
Владимир Константинович Слобода́ (род. 1931) — советский инженер-конструктор.

## Биография
Родился 30 мая 1931 года в Тифлисе (ныне Тбилиси, Грузия). Окончил в 1955 году Тбилисский институт инженеров железнодорожного транспорта. С 1970 года работает в мастерской Киевского зонального научно-исследовательского и проектного института типового и экспериментального проектирования общественных сооружений.
Главный конструктор проекта, главный инженер в времени строительства гостиничного комплекса «Градецкий» (1980; Чернигов).
Среди других проектируемых сооружений:
- отель «Киев» (1973, Киев)
- санаторий «Карасан» (1983—1989, Алушта).

## Награды и премии
- Государственная премия УССР имени Т. Г. Шевченко (1984) — за гостиничный комплекс «Градецкий» в Чернигове

## Источник
- Шевченковский комитет